# تورونتو ستار
تورنتو ستار (بالإنجليزية: Toronto Star)‏ هي صحيفة يومية كندية. تُعدّ من أفضل 25 صحيفة في كندا، وفي سنة 2011 حققت الصحيفة أعلى انتشار بين كل الصحف الكندية.

## روابط خارجية
- تورونتو ستار على موقع الموسوعة البريطانية (الإنجليزية)